# Prophet (bande dessinée)
Pour les articles homonymes, voir Prophet.
Prophet est une série de bande dessinée française de Mathieu Lauffray, en quatre albums édités par Les Humanoïdes Associés pour les trois premiers volumes. Puis la série a été rachetée courant 2009 par un nouvel éditeur, Soleil Productions. Le tome conclusif ayant pris un retard important, il n'est paru qu'en 2014, soit neuf ans après le précédent.
Prophet raconte l'histoire d'un scientifique et archéologue qui, par ambition personnelle, va découvrir des vestiges qui auraient dû rester ignorés des hommes et ainsi se retrouver au cœur d'un désastre sans précédent. La qualité des dessins et l'intrigue, qui mêle l'aventure et le fantastique, sont saluées tant par les critiques que par les bédéphiles.

## Synopsis
Depuis qu'il est revenu d'une expédition au fin fond de l'Himalaya, où il a découvert les vestiges d'une très ancienne civilisation jusqu'ici inconnue, rien ne va plus pour Jack Stanton. Sujet à des visions, il rassemble ses mémoires de l'expédition dans l'écriture d'un livre qui lui vaut d'être la risée du monde scientifique. C'est alors que survient l'impensable : après un accident survenu en plein cœur de Manhattan, il se retrouve transporté dans ce qui semble être un monde parallèle...

## Albums
La série Prophet est une tétralogie composée des albums suivants :
1. Ante Genesem (septembre 2000, 48 planches,  (ISBN 2-731-61388-2))[1]
2. Infernum in Terra (décembre 2003, 54 planches,  (ISBN 2-731-61547-8))
3. Pater Tenebrarum (novembre 2005, 56 planches,  (ISBN 2-731-61685-7))
4. De Profundis (avril 2014, 52 planches,  (ISBN 978-2-302-03770-0))

Le quatrième et dernier album de la série, bien que prévu et confirmé à plusieurs reprises par Mathieu Lauffray, est longtemps resté sans annonce officielle de la part du nouvel éditeur, Soleil Productions. La parution de ce dernier tome est finalement annoncée en mars 2013 dans l'Art book « Axis Mundi » consacré à Mathieu Lauffray et coédité par CFSL et Ankama[réf. nécessaire].

### Tome 1:Ante genesem

#### Résumé de l'histoire
En plein cœur des massifs himalayiens, les professeurs Alexander Kandel et Jack Stanton arrivent au terme d'une expédition épique, dont ils sont les seuls rescapés. Ils ont découvert une sorte de sanctuaire, but de leurs recherches depuis des décennies, une immense construction monolithique vestige d'une civilisation inconnue et depuis longtemps disparue. Alors qu'ils s'apprêtent à pénétrer dans le bâtiment, le professeur Kandel est saisi de panique et, juste avant de mourir, supplie Stanton de rebrousser chemin. Ce dernier décide pourtant d'explorer le sanctuaire pour lequel il a tant sacrifié, découvrant finalement une étrange pièce, au centre de laquelle se trouve une sphère...
Plusieurs semaines près son retour à New York, la vie de Jack Stanton est mouvementée. Quitté par sa compagne Loreen qui le trouve transformé depuis l'expédition, il est sujet à des cauchemars récurrents et des visions d'une femme inconnue. En outre, sa découverte et l'impact qu'il lui attribue sur le plan historique provoquent l'incrédulité – voire les railleries – du monde scientifique ; invité à une émission télévisée, il est malmené par la journaliste avant d'être victime d'une tentative d'assassinat en quittant le plateau. Son agresseur, un mormon, lui explique qu'il doit s'assurer que personne ne lira jamais son livre, avant de tenter de le poignarder. Un policier s'interpose in extremis et abat l'homme.
La journée est pourtant loin d'être terminée ; alors que Stanton est avec des officiers de police à la suite de son agression, une sorte de séisme se fait sentir. Une secousse qui s'avère être un accident majeur : un cargo – le San Gabriel – vient de percuter les quais de Manhattan, s'enfonçant dans le centre-ville, entre les gratte-ciels. À son bord, une sphère, semblable à celle découverte dans le sanctuaire. C'est alors que les ennuis de Stanton débutent réellement : tandis qu'il roule sur le pont de Brooklyn, celui-ci se dématérialise sous son véhicule. Jack se retrouve précipité dans le vide...
Quand il reprend connaissance, Stanton se trouve dans une sorte de jungle marécageuse, étrange et inquiétante, abritant les restes momifiés de gigantesques créatures humanoïdes. Ignorant totalement où il se trouve et ne parvenant pas à contacter les secours, il décide de partir explorer l'endroit ; il ignore qu'au même moment, un mystérieux démon rouge vient de se lancer à sa poursuite. Après plusieurs heures d'errance, s'arrêtant pour bivouaquer, il réalise qu'il a sur le torse un étrange tatouage, représentant deux cercles concentriques flanqués d'une barre verticale ; il a également de nouvelles visions de la femme inconnue, qui se trouve à chaque fois en situation de danger.
Poursuivant son chemin, Stanton établit finalement un premier contact avec une horde de créatures autochtones, qui se révèlent agressives. Ne parvenant pas à leur échapper, Stanton est pourtant sauvé de justesse par son mystérieux tatouage, qui se met à briller, faisant disparaître ses assaillants. C'est alors que Jack, après quelques pas, découvre les ruines d'une cité semblant abandonnée depuis des siècles, avec là encore plusieurs gigantesques momies. Une cité qui s'avère être New York...

#### Autour de l'album
Paru en septembre 2000, le premier tome de Prophet compte 48 planches. Cet album est marqué par la collaboration entre le scénariste Xavier Dorison, à l'origine de l'histoire, et le dessinateur Mathieu Lauffray ; les deux hommes travaillent régulièrement ensemble et ont à leur actif plusieurs séries à succès, par exemple Long John Silver.
Une édition limitée de cet album est également parue chez l'éditeur Folle Image, en décembre 2001. Édité à 399 exemplaires, ce coffret proposait, outre une édition numérotée et signée de l'album, une sérigraphie originale et un cahier graphique de 23 pages. La valeur d'un exemplaire de cette série limitée est estimée entre 100 et 150 €.
Ce premier volume a fait l'objet d'une réception générale très favorable, notamment grâce à la réputation de ses deux auteurs ; Xavier Dorison était alors connu pour son scénario du Troisième Testament, tandis que Lauffray s'était fait connaître avec Le serment de l'ambre. Pour certains, la réception de ce volume a été véritablement excellente : « Matthieu Lauffray est le véritable centre de cette série, il est aidé par Xavier Dorison qui amène sa science du scénario « coup de poing », et ensemble ils nous emmènent dans ce monde étrange et incroyablement graphique ! Après tout Lauffray est un prodige de l'illustration [...] Il a su aussi nous réserver quelques planches absolument époustouflantes de force, d'énergie mais aussi grâce à des mises en page virtuoses ! Il a un style vif et très dynamique ».

### Tome 2:Infernum in Terra

#### Résumé de l'histoire
Installé dans les ruines d'un grand magasin, Jack Stanton se remémore son ancien mentor, le professeur Kandel, qui avait voué sa vie entière à des recherches sur des sujets occultes que l'ensemble de ses collègues considéraient comme un chimère. Ayant pris le jeune Jack sous son aile, il l'avait entraîné dans sa quête qui devait les mener au sanctuaire, et à cette mystérieuse sphère.
Reprenant sa route à travers les ruines de New York, il tombe sur d'anciens journaux qui lui font réaliser la vraie nature de l'endroit où il se trouve : alors qu'il se croyait dans une sorte de monde parallèle, Jack Stanton est en fait dans le futur. Une découverte sur laquelle il n'a pas le temps de s'attarder : le démon rouge l'a finalement rattrapé et ne lui veut manifestement aucun bien. En mauvaise posture, Jack est alors « secouru » par un groupe de guerriers mutants dotés d'étranges pouvoirs, qui s'empare de lui.
Lorsque Stanton reprend connaissance, il se trouve sur une sorte de dirigeable. Là, il fait la connaissance qu'un homme atrocement défiguré – que ses compagnons appellent Maître ou Mahata – qui lui explique où il est et ce qui s'est passé : lors de l'incident sur le pont, Stanton s'est retrouvé catapulté plus de trente ans dans le futur tandis que l'humanité était anéantie, les rares survivants devenant les victimes d'étranges et affreuses mutations. Une situation que son interlocuteur résume en quelques mots : « Quelque chose les a attirés à nous. Un signe, un appel. [...] Nous sommes désormais le chaos. Les démons existent, monsieur Stanton. Ils ont été réveillés et les hommes ont dû apprendre l'humilité et le respect qui leur doivent par la manière forte. Mais trop tard... bien trop tard... »
Pour l'homme, Stanton ne s'est pas retrouvé là par hasard : il a été choisi, il est le prophète qui leur permettra de trouver le Kalayeni Kansa, c'est-à-dire le Messie, un sauveur capable de faire battre en retraite les démons désormais maîtres de la Terre. Mais après la mort du Mahata, Stanton refuse dans un premier temps la responsabilité de prendre la tête de leur communauté, semant le trouble et la méfiance, et s'attirant notamment l'inimitié de Kuntha, le chef du groupe de guerriers. Par la suite, repensant au Mormon qui avait tenté de l'assassiner, il réalise qu'il pourrait s'agir d'un signe : son agresseur lui avait envoyé un message enregistré sur une vidéocassette avant de passer à l'acte. Y voyant une chance de salut, Stanton tente alors de convaincre le groupe qu'il est bien le prophète, mais seuls trois d'entre eux lui font confiance : Jahir, Athénaïs et le Kid. Pour les autres, il n'est qu'un imposteur.
Avec l'aide de ses trois compagnons, Stanton prend la direction de New York, dans le but de retrouver la fameuse cassette, cherchant à retrouver ce qui fut son appartement. Mais le groupe est attaqué, et doit se séparer ; Stanton fuit avec le Kid, qui est mortellement blessé en tentant de le protéger. Touchant finalement au but, il parvient à lire le contenu de la cassette : le Mormon s'appelait Isaïe Ingleman et se présente comme l'un des initiés – avec son ancien mentor, le professeur Kandel – à la découverte du chaos ; il explique dans son message ce qui s'est passé. La sphère découverte dans le sanctuaire n'était pas un ornement, mais une balise. En la touchant, Stanton a provoqué le réveil des démons. En la touchant, Stanton est devenu l'homme qui a détruit le monde...

#### Autour de l'album
Tout comme le premier tome, Infernum in Terra a fait l'objet d'une réédition en série limitée chez Folles Images. Paru en avril 2005, ce tirage – également limité à 399 exemplaires – comprend une version numérotée de l'album ainsi qu'un livret complémentaire en couleurs de 24 pages. Sa valeur est estimée entre 100 et 150 €.
Contrairement au premier volume, Infernum in Terra est signé du seul nom de Mathieu Lauffray. En effet, bien que Xavier Dorison ait signé le script du premier tome et la trame générale de l'histoire, celle-ci a depuis été reprise et arrangée par Lauffray. Xavier Dorison s'étant entre-temps consacré à d'autres projets, la suite de la série Prophet est officiellement considérée comme l'œuvre du seul Mathieu Lauffray ; le nom de Xavier Dorison est pourtant mentionné de temps à autre en ce qui concerne ce second tome.
Pour certains lecteurs, le départ de Dorison est sensible et vaut à ce second tome d'être nettement en deçà du premier, notamment en ce qui concerne le scénario : « Ce deuxième tome est bien plus brouillon et léger que le précédent ! On a l'impression qu'une fois Mathieu Lauffray seul aux commandes, il s'est précipité pour écrire son scénario, tellement les dialogues manquent d'inspiration ». « Il est très inspiré, certaines cases étant même magnifiques. C'est un peu en deçà de son travail, là aussi, sur le tome 1, qui était bien plus spectaculaire et dynamique, mais Lauffray a suffisamment de talent pour réussir à s'en sortir avec maestria sur le plan graphique ».

### Tome 3:Pater tenebrarum

#### Résumé de l'histoire
Marqué par sa découverte et ses responsabilités, Stanton est en proie à des visions plus violentes que jamais. Il y entend la mystérieuse femme inconnue l'appeler : « Je t'attends, Jack Stanton. Le pouvoir de la stèle est en toi. Toi seul peux nous sauver. Ce monde est ton œuvre, tout y subit ta loi ». De son côté, Jahir réalise que la mutation d'Athénaïs s'accélère et prend des proportions dangereuses pour leur groupe ; en s'approchant de centre de New York, où tout a commencé, l'influence du chaos la fait basculer irrémédiablement du côté des démons et rend ses pouvoirs de pyrugie extrêmement instables.
Les trois compagnons se retrouvent pour tenter de sortir de la ville, mais ils sont vite confrontés à une « crise de pyrugie » d'Athénaïs. Mais alors que Jahir pense qu'ils ne peuvent plus que l'abandonner, Jack la prend dans ses bras et parvient à stabiliser son pouvoir – contact qui lui envoie une vision de son ex-compagne Loreen. Jahir est stupéfait : personne n'avait jamais pu toucher Athénaïs sans subir de sérieuses blessures.
Reprenant son chemin vers la sortie de la ville, désormais cernée de murailles, le groupe est pris en chasse par une nuée de démons, que la crise d'Athénaïs a alertés sur leur présence. Prenant la fuite, ils sont néanmoins rattrapés par un démon particulièrement redoutable, le Hurleur. Seule l'intervention d'Athénaïs et de ses pouvoirs leur permet de s'échapper de justesse en escaladant la muraille ceinturant la ville ; Jack perd connaissance et a une nouvelle vision, cette fois encore de Loreen, son ex-compagne, accouchant d'un enfant au torse frappé du même tatouage que le sien – deux cercles concentriques flanqués d'une barre...
Tous trois parviennent finalement à échapper à leurs assaillants. Installés à l'abri, au sommet des murailles dominant ce qui reste de la ville, Jack contemple les ruines de New York lorsqu'un élément attire son attention. En plein cœur de la cité se dressent les restes du San Gabriel, le cargo qui s'était échoué dans le port de Manhattan, apportant une sphère semblable à celle du sanctuaire. Et Jack comprend finalement la signification de ses visions : la cargo protège la sphère, et la sphère retient prisonnier le Kalayeni Kansa, le Messie. Ce qui signifie qu'il va leur falloir retourner dans les ruines infestées de démons pour prendre d'assaut ce qui est devenu leur nouveau sanctuaire.
De retour dans les rues de la cité, les trois compagnons sont de nouveau pris en chasse, mais parviennent à semer leurs poursuivants en empruntant les anciens tunnels du métro. Mais ils finissent par être rejoints par deux assaillants inattendus : d'une part le démon rouge, qui a retrouvé leur trace, et d'autre part Kuntha et le reste du groupe de guerriers, qui ont mis la main sur un exemplaire du livre de Jack, et ont compris l'étendue de sa responsabilité dans ce qui est arrivé. Pour eux, le démon rouge sera l'instrument du châtiment.
Devant cette révélation, Jahir se détourne de Jack, qui a finalement dû lui avouer la vérité sur son passé, et rejoint Kuntha. Le démon attaque Jack, qui est grièvement blessé de même qu'Athénaïs, qui a tenté de s'interposer, sans succès. Mais alors que tout semble perdu, Jack serrant Athénaïs dans ses bras, un étrange pouvoir commence à émaner de lui ; une sorte de bulle d'énergie les enveloppe et s'étend, détruisant tout, forçant le démon à battre en retraite. Quand Jack rouvre les yeux, ses pupilles ont disparu, remplacées par le symbole qui orne sa poitrine : « Le pouvoir de la stèle est en toi, Jack Stanton. Ce monde est ton œuvre, tout y subit ta loi... »

#### Autour de l'album
Avec ce troisième tome s'est poursuivie l'habitude de commercialiser une édition limitée de l'album. Contrairement aux deux premiers volumes, cette édition spéciale de Pater Tenebrarum est publiée par Les Humanoïdes Associés et en grand grande série, soit 2500 exemplaires. Par ailleurs, elle est parue peu de temps avant la publication « officielle » de l'album, alors que les éditions limitées des deux premiers tomes avaient été publiées bien après les albums de grands série. Nettement moins rare, cette version éditée en noir et blanc vaut aux alentours de 25 € et est accompagnée d'un petit livret complémentaire.
Dans la continuité du second tome, Pater Tenebrarum reçoit un accueil plutôt positif malgré l'absence de Xavier Dorison, qui se traduit par un scénario parfois un peu confus. « On sent que la fin se rapproche, les éléments commencent à se rassembler lentement et ça en devient passionnant ! Mathieu Lauffray porte cette histoire sur ses épaules, sur son graphisme hors pair qui lie le croquis, la peinture et un encrage très vif. Dans cet album nous retrouvons par-ci par-là des cases fantastiques, comme seul cet artiste sait en faire, c'est fantastique dans tous les sens du terme ».

### Tome 4:De profundis
Cinq ans après la parution du troisième opus, aucune date de parution n'était encore annoncée pour le quatrième et dernier tome de Prophet. Mathieu Lauffray dû temporairement mettre l'épilogue de la série de côté en raison de difficultés rencontrées par l'éditeur, et se consacra dans l’entretemps à d'autres projets, notamment la série Long John Silver qu'il réalisa en collaboration avec Xavier Dorison.
Début 2009, le quatrième tome de Prophet en est à un stade d'avancement intermédiaire ; le script de l'album est entièrement écrit et ne devrait plus être modifié, il ne reste plus qu'à passer à la réalisation graphique. D'après un message publié par l'auteur sur son blog, le titre de ce dernier opus sera De profundis. Mathieu Lauffray confirme également dans une interview son intérêt pour cette série et assure que le tome 4, bien que retardé, ne sera pas annulé.
En septembre 2009, l'auteur livre de nouvelles informations dans un échange avec un internaute concernant l'avenir de la série. Face aux difficultés rencontrées par l'éditeur historique, Les Humanoïdes Associés, les droits en ont été rachetés par un autre éditeur, Soleil Productions, relançant la parution du quatrième opus. Les trois premiers seront pour l'occasion réédités, et Matthieu Lauffray n'exclut pas quelques retouches au niveau du contenu.
Considéré par certains comme une véritable arlésienne de la bande dessinée, ce quatrième tome est de nouveau mis en chantier au cours de l'année 2013 par Matthieu Lauffray, qui s'y consacre en collaboration avec Eric Henninot et prévoit désormais une date de parution vers avril 2014, clôturant ainsi un chantier d'une quinzaine d'années.
Ce tome est finalement paru ce 23 avril 2014.

## Personnages

### Personnages principaux
- Jack Stanton : personnage principal de la série, Jack Stanton est un anti-héros égoïste et ambitieux. Scientifique en quête de gloire, il violera le sanctuaire malgré les avertissements de son ami et mentor, le professeur Kandel. Devenu l'unique espoir des survivants du cataclysme qu'il a provoqué, il s'accrochera un temps durant à son ancienne attitude avant de prendre conscience de l'ampleur de sa responsabilité, évoluant au fil de l'intrigue en leader charismatique et engagé.
- Jahir : un des guerriers du Mahata, il a survécu au cataclysme au prix de terribles mutations physiques. Il sera l'un des rares à croire en Jack et à accepter de l'aider à retrouver le Kalayeni Kansa, risquant sa vie pour le protéger. Lui vouant une confiance immense, il n'acceptera pas la révélation du passé de Jack et se détournera de lui.
- Athénaïs : elle fait également partie du groupe de guerriers du Mahata. Contrairement à Jahir, ses mutations ne se sont pas arrêtées à son apparence, et lui ont conféré de puissants pouvoirs paranormaux dont le plus prononcé est la pyrugie. Mais cette puissance la rend particulièrement sensible à l'influence du chaos ; une fois au cœur de New York, l'instabilité de ses pouvoirs la fait basculer du côté des démons. Elle se sacrifiera pour tenter de secourir Jack, aux prises avec le démon rouge. Il existe un lien mystérieux entre elle et Loreen, l'ancienne compagne de Jack.

### Personnages secondaires
- Alexander Kandel : professeur universitaire, c'est le mentor de Jack Stanton. Il a pris celui-ci sous son aile dans sa prime jeunesse et Jack le tient en très haute estime. Autrefois reconnu par la communauté scientifique, il s’est plongé dans des recherches sur le chaos et les sciences occultes qui en ont fait un marginal parmi ses pairs. En allant au terme de leur expédition, Jack cherchait à réhabiliter sa mémoire et prouver la véracité de ce que beaucoup considéraient comme une chimère.
- Le professeur West : un confrère du professeur Kandel, qui tentera de mettre en garde Jack Stanton à propos de sa découverte. Ayant survécu au cataclysme, il deviendra le guide d'une communauté de survivants, qui le nomment Mahata et à qui il enseignera son savoir en attendant la venue du prophète.
- Kuntha : disciple et bras armé du Mahata, il est le chef du groupe de guerriers qui secourront Jack, alors aux prises avec le démon rouge. Il considère Jack comme un imposteur et refuse de croire qu'il puisse être le prophète.
- Le démon rouge : une créature maléfique, qui poursuit Jack depuis son « arrivée » dans son monde. Bien que semblant vouloir le tuer, le démon adopte pourtant une attitude équivoque lorsque Jack est sur le point de succomber, le dévisageant avec gravité, presque tristesse.
- La femme inconnue : Jack a des visions d'elle depuis son retour d'expédition. Apparaissant toujours en situation de danger, Jack finit par réaliser qu'elle est le Kalayeni Kansa, le Messie qui attend sa venue pour être libérée, et ainsi mettre un terme au règne des démons.
- Isaïe Ingleman : avec les professeurs Kandel et West, il fut l'un des trois initiés à la découverte du chaos. Bien que mormon et donc adepte de la non-violence, il tentera d'empêcher l'apocalypse en s'en prenant à Jack.
- Loreen Stanton : la compagne de Jack, qu'elle quitte quelques semaines après son retour d'Himalaya, le trouvant changé. Elle apparaît à plusieurs reprises dans des visions de Jack laissant penser qu'elle pourrait être liée à Athénaïs.